# Rarisquamosa arfaki
Rarisquamosa arfaki är en fjärilsart som beskrevs av George Thomas Bethune-Baker 1910. Rarisquamosa arfaki ingår i släktet Rarisquamosa och familjen Eupterotidae. Inga underarter finns listade.